# Dragan Holcer
Dragan Holcer (Zwiesel, 19 gennaio 1945 – Spalato, 23 settembre 2015) è stato un calciatore jugoslavo, di ruolo difensore.

## Biografia
Nato a gennaio del 1945 durante la seconda guerra mondiale nei pressi del campo di concentramento di Zwiesel, la sua famiglia era composta dal padre sloveno Franc Holcer, dalla madre italo-austriaca Ida Orelli e da tre sorelle maggiori. I genitori di Dragan Holcer si conobbero in Serbia dove si sposarono ed ebbero tre figlie femmine. Il padre di Dragan era un partigiano e ciò provocò la cattura da parte delle truppe naziste della moglie, incinta di Dragan, insieme alle tre figlie femmine e la conseguente deportazione nel lager, dove nacque il quarto genito della famiglia Holcer. Morto il padre in Slovenia come partigiano, al finire della guerra la madre si trasferì con i figli dalla sorella a Niš. Dragan crebbe a Niš per poi vivere la maggior parte della sua vita a Spalato, nel quale si trasferì da calciatore nel 1967 e dove morì per malattia nel 2015, a 70 anni di età.

## Carriera

### Club
Iniziò la carriera calcistica nel Radnički Niš dove giocò fino al 1967, anno in cui si trasferì a Spalato. 
Fu il capitano dell'Hajduk Spalato ad inizio anni 70', con i bili vinse tre Campionati jugoslavi e due Coppe di Jugoslavia e disputò un totale di 419 partite con 9 reti messe a segno.
Conclusa l'avventura in patria su trasferì in Germania, prima nel Stoccarda dove militò per 6 stagioni e infine una stagione, l'ultima della sua carriera, al Schalke 04.

### Nazionale
Il suo debutto con la nazionale jugoslava risale al 19 settembre 1965 nella partita contro il Lussemburgo giocata a Lussemburgo. La sua ultima partita con la nazionale risale al 17 aprile 1974 contro l'Unione Sovietica a Zenica.
Indossò la maglia della nazionale per un totale di cinquantadue partite, inoltre conquistò un argento nell'Europeo d'Italia del 1968.

## Statistiche

### Cronologia presenze e reti in nazionale
| Cronologia completa delle presenze e delle reti in nazionale ― Jugoslavia | Cronologia completa delle presenze e delle reti in nazionale ― Jugoslavia | Cronologia completa delle presenze e delle reti in nazionale ― Jugoslavia | Cronologia completa delle presenze e delle reti in nazionale ― Jugoslavia | Cronologia completa delle presenze e delle reti in nazionale ― Jugoslavia | Cronologia completa delle presenze e delle reti in nazionale ― Jugoslavia | Cronologia completa delle presenze e delle reti in nazionale ― Jugoslavia | Cronologia completa delle presenze e delle reti in nazionale ― Jugoslavia |
| Data                                                                      | Città                                                                     | In casa                                                                   | Risultato                                                                 | Ospiti                                                                    | Competizione                                                              | Reti                                                                      | Note                                                                      |
| ------------------------------------------------------------------------- | ------------------------------------------------------------------------- | ------------------------------------------------------------------------- | ------------------------------------------------------------------------- | ------------------------------------------------------------------------- | ------------------------------------------------------------------------- | ------------------------------------------------------------------------- | ------------------------------------------------------------------------- |
| 19-9-1965                                                                 | Lussemburgo                                                               | Lussemburgo                                                               | 2 – 5                                                                     | Jugoslavia                                                                | Qual. Mondiali 1966                                                       | -                                                                         |                                                                           |
| 12-10-1966                                                                | Tel Aviv                                                                  | Israele                                                                   | 1 – 3                                                                     | Jugoslavia                                                                | Amichevole                                                                | -                                                                         | 68’                                                                       |
| 19-10-1966                                                                | Belgrado                                                                  | Jugoslavia                                                                | 1 – 0                                                                     | Cecoslovacchia                                                            | Amichevole                                                                | -                                                                         |                                                                           |
| 6-11-1966                                                                 | Sofia                                                                     | Bulgaria                                                                  | 6 – 1                                                                     | Jugoslavia                                                                | Amichevole                                                                | -                                                                         |                                                                           |
| 23-4-1967                                                                 | Tel Aviv                                                                  | Ungheria                                                                  | 1 – 0                                                                     | Jugoslavia                                                                | Amichevole                                                                | -                                                                         |                                                                           |
| 3-5-1967                                                                  | Belgrado                                                                  | Jugoslavia                                                                | 1 – 0                                                                     | Germania Ovest                                                            | Qual. Euro 1968                                                           | -                                                                         |                                                                           |
| 14-5-1967                                                                 | Tirana                                                                    | Albania                                                                   | 0 – 2                                                                     | Jugoslavia                                                                | Qual. Euro 1968                                                           | -                                                                         |                                                                           |
| 7-10-1967                                                                 | Amburgo                                                                   | Germania Ovest                                                            | 3 – 1                                                                     | Jugoslavia                                                                | Qual. Euro 1968                                                           | -                                                                         |                                                                           |
| 1-11-1967                                                                 | Rotterdam                                                                 | Paesi Bassi                                                               | 1 – 2                                                                     | Jugoslavia                                                                | Amichevole                                                                | -                                                                         |                                                                           |
| 12-11-1967                                                                | Belgrado                                                                  | Jugoslavia                                                                | 4 – 0                                                                     | Albania                                                                   | Qual. Euro 1968                                                           | -                                                                         |                                                                           |
| 6-4-1968                                                                  | Marsiglia                                                                 | Francia                                                                   | 1 – 1                                                                     | Jugoslavia                                                                | Qual. Euro 1968                                                           | -                                                                         |                                                                           |
| 24-4-1968                                                                 | Belgrado                                                                  | Jugoslavia                                                                | 5 – 1                                                                     | Francia                                                                   | Qual. Euro 1968                                                           | -                                                                         |                                                                           |
| 27-4-1968                                                                 | Bratislava                                                                | Cecoslovacchia                                                            | 3 – 0                                                                     | Jugoslavia                                                                | Amichevole                                                                | -                                                                         |                                                                           |
| 5-6-1968                                                                  | Firenze                                                                   | Jugoslavia                                                                | 1 – 0                                                                     | Inghilterra                                                               | Euro 1968 - Semifinale                                                    | -                                                                         |                                                                           |
| 8-6-1968                                                                  | Roma                                                                      | Italia                                                                    | 1 – 1 dts                                                                 | Jugoslavia                                                                | Euro 1968 - Finale                                                        | -                                                                         |                                                                           |
| 10-6-1968                                                                 | Roma                                                                      | Italia                                                                    | 2 – 0                                                                     | Jugoslavia                                                                | Euro 1968 - Finale                                                        | -                                                                         |                                                                           |
| 25-6-1968                                                                 | Belgrado                                                                  | Jugoslavia                                                                | 0 – 2                                                                     | Brasile                                                                   | Amichevole                                                                | -                                                                         |                                                                           |
| 25-9-1968                                                                 | Belgrado                                                                  | Jugoslavia                                                                | 9 – 1                                                                     | Finlandia                                                                 | Qual. Mondiali 1970                                                       | -                                                                         |                                                                           |
| 16-10-1968                                                                | Bruxelles                                                                 | Belgio                                                                    | 3 – 0                                                                     | Jugoslavia                                                                | Qual. Mondiali 1970                                                       | -                                                                         |                                                                           |
| 27-10-1968                                                                | Belgrado                                                                  | Jugoslavia                                                                | 0 – 0                                                                     | Spagna                                                                    | Qual. Mondiali 1970                                                       | -                                                                         |                                                                           |
| 17-12-1968                                                                | Rio de Janeiro                                                            | Brasile                                                                   | 3 – 3                                                                     | Jugoslavia                                                                | Amichevole                                                                | -                                                                         |                                                                           |
| 19-12-1968                                                                | Belo Horizonte                                                            | Brasile                                                                   | 3 – 2                                                                     | Jugoslavia                                                                | Amichevole                                                                | -                                                                         | 46’                                                                       |
| 22-12-1968                                                                | Mar del Plata                                                             | Argentina                                                                 | 1 – 1                                                                     | Jugoslavia                                                                | Amichevole                                                                | -                                                                         |                                                                           |
| 26-2-1969                                                                 | Spalato                                                                   | Jugoslavia                                                                | 2 – 1                                                                     | Svezia                                                                    | Amichevole                                                                | -                                                                         | cap.                                                                      |
| 30-4-1969                                                                 | Barcellona                                                                | Spagna                                                                    | 2 – 1                                                                     | Jugoslavia                                                                | Qual. Mondiali 1970                                                       | -                                                                         |                                                                           |
| 4-6-1969                                                                  | Helsinki                                                                  | Finlandia                                                                 | 1 – 5                                                                     | Jugoslavia                                                                | Qual. Mondiali 1970                                                       | -                                                                         |                                                                           |
| 3-9-1969                                                                  | Belgrado                                                                  | Jugoslavia                                                                | 1 – 1                                                                     | Romania                                                                   | Amichevole                                                                | -                                                                         |                                                                           |
| 19-10-1969                                                                | Skopje                                                                    | Jugoslavia                                                                | 4 – 0                                                                     | Belgio                                                                    | Qual. Mondiali 1970                                                       | -                                                                         |                                                                           |
| 12-4-1970                                                                 | Belgrado                                                                  | Jugoslavia                                                                | 2 – 2                                                                     | Ungheria                                                                  | Amichevole                                                                | -                                                                         |                                                                           |
| 6-5-1970                                                                  | Bucarest                                                                  | Romania                                                                   | 0 – 0                                                                     | Jugoslavia                                                                | Amichevole                                                                | -                                                                         |                                                                           |
| 13-5-1970                                                                 | Hannover                                                                  | Germania Ovest                                                            | 1 – 0                                                                     | Jugoslavia                                                                | Amichevole                                                                | -                                                                         |                                                                           |
| 10-9-1970                                                                 | Graz                                                                      | Austria                                                                   | 0 – 1                                                                     | Jugoslavia                                                                | Amichevole                                                                | -                                                                         |                                                                           |
| 11-10-1970                                                                | Rotterdam                                                                 | Paesi Bassi                                                               | 1 – 1                                                                     | Jugoslavia                                                                | Qual. Euro 1972                                                           | -                                                                         |                                                                           |
| 14-10-1970                                                                | Lussemburgo                                                               | Lussemburgo                                                               | 0 – 2                                                                     | Jugoslavia                                                                | Qual. Euro 1972                                                           | -                                                                         |                                                                           |
| 28-10-1970                                                                | Mosca                                                                     | Unione Sovietica                                                          | 4 – 0                                                                     | Jugoslavia                                                                | Amichevole                                                                | -                                                                         |                                                                           |
| 18-11-1970                                                                | Spalato                                                                   | Jugoslavia                                                                | 2 – 0                                                                     | Germania Ovest                                                            | Amichevole                                                                | -                                                                         |                                                                           |
| 4-4-1971                                                                  | Spalato                                                                   | Jugoslavia                                                                | 2 – 0                                                                     | Paesi Bassi                                                               | Qual. Euro 1972                                                           | -                                                                         |                                                                           |
| 21-4-1971                                                                 | Novi Sad                                                                  | Jugoslavia                                                                | 0 – 1                                                                     | Romania                                                                   | Amichevole                                                                | -                                                                         |                                                                           |
| 9-5-1971                                                                  | Lipsia                                                                    | Germania Est                                                              | 1 – 2                                                                     | Jugoslavia                                                                | Qual. Euro 1972                                                           | -                                                                         |                                                                           |
| 18-7-1971                                                                 | Rio de Janeiro                                                            | Brasile                                                                   | 2 – 2                                                                     | Jugoslavia                                                                | Amichevole                                                                | -                                                                         |                                                                           |
| 1-9-1971                                                                  | Budapest                                                                  | Ungheria                                                                  | 2 – 1                                                                     | Jugoslavia                                                                | Amichevole                                                                | -                                                                         | [ 5 ]                                                                     |
| 16-10-1971                                                                | Belgrado                                                                  | Jugoslavia                                                                | 0 – 0                                                                     | Germania Est                                                              | Qual. Euro 1972                                                           | -                                                                         |                                                                           |
| 27-10-1971                                                                | Podgorica                                                                 | Jugoslavia                                                                | 0 – 0                                                                     | Lussemburgo                                                               | Qual. Euro 1972                                                           | -                                                                         | cap.                                                                      |
| 30-4-1972                                                                 | Belgrado                                                                  | Jugoslavia                                                                | 0 – 0                                                                     | Unione Sovietica                                                          | Qual. Euro 1972                                                           | -                                                                         |                                                                           |
| 13-5-1972                                                                 | Mosca                                                                     | Unione Sovietica                                                          | 3 – 0                                                                     | Jugoslavia                                                                | Qual. Euro 1972                                                           | -                                                                         | 57’                                                                       |
| 11-10-1972                                                                | Londra                                                                    | Inghilterra                                                               | 1 – 1                                                                     | Jugoslavia                                                                | Amichevole                                                                | -                                                                         | 46’                                                                       |
| 19-10-1972                                                                | Las Palmas de Gran Canaria                                                | Spagna                                                                    | 2 – 2                                                                     | Jugoslavia                                                                | Qual. Mondiali 1974                                                       | -                                                                         |                                                                           |
| 19-11-1972                                                                | Belgrado                                                                  | Jugoslavia                                                                | 1 – 0                                                                     | Grecia                                                                    | Qual. Mondiali 1974                                                       | -                                                                         |                                                                           |
| 4-2-1973                                                                  | Tunisi                                                                    | Tunisia                                                                   | 0 – 5                                                                     | Jugoslavia                                                                | Amichevole                                                                | -                                                                         | cap.                                                                      |
| 9-5-1973                                                                  | Monaco di Baviera                                                         | Germania Ovest                                                            | 0 – 1                                                                     | Jugoslavia                                                                | Amichevole                                                                | -                                                                         | cap.                                                                      |
| 13-5-1973                                                                 | Varsavia                                                                  | Polonia                                                                   | 2 – 2                                                                     | Jugoslavia                                                                | Amichevole                                                                | -                                                                         | 46’                                                                       |
| 17-4-1974                                                                 | Zenica                                                                    | Jugoslavia                                                                | 0 – 1                                                                     | Unione Sovietica                                                          | Amichevole                                                                | -                                                                         | 75’                                                                       |
| Totale                                                                    |                                                                           | Presenze                                                                  | 52                                                                        |                                                                           | Reti                                                                      | 0                                                                         |                                                                           |

## Palmarès

### Club
- Campionato jugoslavo: 3

Hajduk Spalato: 1970-1971, 1973-1974, 1974-1975
- Coppa di Jugoslavia: 2

Hajduk Spalato: 1971-1972, 1973
- Campionato tedesco di seconda divisione: 1

Schalke 04: 1981-1982